# Walther Borgius
Walther Borgius (* 2. November 1870 in Frankfurt (Oder); † 1. Oktober 1932 in Berlin-Nikolassee) war ein deutscher Nationalökonom und Vertreter des individualistischen Anarchismus. Borgius zählt, unter anderem neben Paul Eltzbacher, Ernst Viktor Zenker und dem Historiker Max Nettlau, zu der ersten Generation von Anarchismusforschern des 20. Jahrhunderts, die den Anarchismus nicht mit dem negativen Attribut von „Chaos und Terror“ darstellten.

## Leben
Walther Borgius studierte Volkswirtschaft, Jura und Philosophie in Tübingen, Berlin, Breslau und Heidelberg. Er promovierte an der Universität Heidelberg 1897 mit dem Thema Die Fruchtmarktgesetzgebung in Kurpfalz im 18. Jahrhundert. Während seines Studiums in Breslau studierte er unter anderem bei Werner Sombart und Ludwig Elster und in Berlin bei Max Weber.
Am 19. Februar 1894 wandte sich Borgius an Friedrich Engels in einem Brief, in dem er ihn bat, ihm genauer zu erklären, was unter „ökonomischen Verhältnissen“ zu verstehen sei. Engels antwortete am 25. Januar 1894. Engels’ Antwort wurde von Heinz Starkenburg in der Zeitschrift Der sozialistische Akademiker Nr. 20, 15. Oktober 1895 veröffentlicht. Dieser Brief gehört zu den sogenannten Briefen über den historischen Materialismus.
Ab 1900 war er Geschäftsführer des „Handelsvertragsvereins“ in Berlin, daneben später des „Deutsch-Französischen Wirtschaftsverbandes“ und des „Deutsch-Rumänischen Wirtschaftsverbandes“ bis 1923. 1901 war er einer der Mitbegründer des „Volkswirtschaftlichen Verbandes“.
1905 wurde Borgius Mitbegründer und Vorstandsmitglied des „Bundes für Mutterschutz“. Im ersten Jahrgang der Verbandszeitschrift trat Borgius für die Abschaffung des § 176 Strafgesetzbuches (sexuelle Handlungen mit Kindern) ein. Dagegen wandte sich Eugen Bleuler, der Direktor der Psychiatrischen Klinik (Burghölzli) der Universität Zürich.
Borgius’ schriftstellerische Tätigkeit bestand hauptsächlich aus Broschüren volkswirtschaftlichen Inhalts. Er gehörte um 1894 mit Joseph Bloch und Heinz Starkenburg zu dem Kreis der „Jungen“ und Revisionisten in der Sozialdemokratie und stand 1903 Adolf Damaschke nahe, der Mitglied des von Friedrich Naumann gegründeten Nationalsozialen Vereins war. 1903 hielt Borgius seinen Vortrag über Anarchismus. Ferner setzte er sich für eine Reform der deutschen Rechtschreibung ein. In der Berliner Zeitung Volkswirtschaftliche Blätter vom November 1906 kritisierte Borgius den Realschullehrer und Sprachpuristen August Engels, „er habe die allgemeine Sprachentwicklung nicht beachtet und ignoriere die Unmöglichkeit, Fremd- und Lehnwort trennscharf zu unterscheiden“. 1913 ließ er sich von der frankophoben Haltung seiner Landsleute vorübergehend anstecken.
Am 28. August 1915 nahm Borgius an einer Sitzung zum Thema Die „Gestaltung eines künftigen Friedens“ unter Leitung von Ludwig Quidde mit Eduard Bernstein, Eduard Fuchs, Hellmut von Gerlach, Ernst Reuter, Franz Oppenheimer, Helene Stöcker u. a. teil.
Nach dem Krieg schloss er sich dem pazifistischen Bund Neues Vaterland an, wie einige seiner Broschüren erkennen lassen. 1928 bemühte er sich um eine Stelle als Lehrbeauftragter an der Universität Jena.
Sein neuerdings wieder beachtetes Buch Die Schule – ein Frevel an der Jugend hatte 1930 nur eine Auflage von dreitausend Exemplaren. Darin äußert sich Borgius im Zusammenhang seiner sozialpolitischen Ideen auch zustimmend zur Eugenik.
Zwischen 1930 und 1932 wohnte Walther Borgius in Berlin in der Geibelstraße 2.

## Nachlass
- Eintrag zu Walther Borgius in Kalliope
- Eduard Bernstein Papers. Unter „D. Briefe an Eduard Bernstein“ (D 67). 1928, ein Brief von W. Borgius. Im IISG (Amsterdam).
- Pierre Ramus Papers. Im IISG. Unter „Register“: Borgius, Walther: 20–23, 27, 40, 47,48, 50, 51, 54
- Gustav Landauer Papers. Im IISG. Siehe „Register“: Borgius, Walther: 101, 113
- Karl Marx und Friedrich Engels Papers. Im IISG. Unter L: Briefe an Friedrich Engels, L 608: Börgius (Borgius) Walther. 1894, ein Brief

## Werke
- Die neuere Entwicklung des Anarchismus. In: Zeitschrift für Politik. 1. Band, Berlin 1908, S. 532.
- Die Fruchtmarktgesetzgebung in Kurpfalz im 18. Jahrhundert. H. Laupp jun., Heidelberg 1898 (Inaugural-Dissertation, 1898)
- Die Lohgerberei in Breslau. In: Untersuchungen über die Lage des Handwerks in Deutschland mit besonderer Rücksicht auf seine Konkurrenzfähigkeit gegenüber der Großindustrie. Königreich Preußen (Teil II). Band 4, Duncker & Humblot, Leipzig 1895, S. 1–22 (Schriften des Vereins für Socialpolitik 65)
- Mannheim und die Entwicklung des südwestdeutschen Getreidehandels. J. B. Mohr, Freiburg im Breisgau 1899 (Volkswirtschaftliche Abhandlungen der badischen Hochschulen Band 2, H. 1 und 2)[20]
- Wandlungen im modernen Detailhandel. In: Archiv für soziale Gesetzgebung und Statistik. Zeitschrift zur Erforschung der gesellschaftlichen Zustände aller Länder. Heymanns, Berlin 1899, Band 13, S. 41–84.
- Deutschland und die Vereinigten Staaten. Ein handelspolitischer Rückblick bei Eröffnung des internationalen Handelskongresses zu Philadelphia. Guttentag, Berlin 1899 (Schriften der Centralstelle für Vorbereitung von Handelsverträgen 8)
- Die Lage des Detailhandels in Deutschland. In: Das Handels-Museum. Band 15, 1900, S. 193–195.
- Der Eisenwaarenhandel in Breslau. In: Die Lage des Kleinhandels in Deutschland. Band 2. Berlin 1900, S. 32–58.
- 1903. Ein handelspolitisches Vademecum. Heymann, Berlin 1900 (Burschenschaftliche Bücherei 1,4)[21]
- Die Ideenwelt des Anarchismus. Felix Dietrich, Leipzig 1904 (Digitalisat)[22]
- Handelspolitik und Handelsverträge. Felix Dietrich, Leipzig 1905 (Sozialer Fortschritt. Hefte und Flugschriften für Volkswirtschaft und Sozialpolitik 31.32)
- Imperialismus. Beiträge zur Analyse des wirtschaftlichen und politischen Lebens der Gegenwart von Lord Goschen unter anderem Hrsg. von W. Borgius. Liebheit & Thiesen, Berlin 1905
- Der Kampf um die Handelsverträge. Rechenschaftsbericht, erstattet der Generalversammlung des Handelsvertragsvereins am 21. Jan. 1906 von Walther Borgius. Handelsvertragsverein; Verband zur Förderung des deutschen Aussenhandels. Liebheit & Thiesen, Berlin 1906
- Ein Neuer Berufsstand. In: Die Hilfe. Zeitschrift für Politik, Literature und Kunst. 1907, S. 643–645.
- Bevölkerungsstatistik und Mutterschutz. In: Mutterschutz. Zeitschrift zur Reform der sexuellen Ethik. Hrsg. von Helene Stöcker. 3. Jg. 1907. J. D. Sauerländers Verlag, Frankfurt am Main 1907 (Oktober, S. 389–408 und November, S. 440–447) Digitalisat
- Warum ich Esperanto verließ. Eine Studie über die gegenwärtige Krisis und die Zukunft der Weltsprachen-Bewegung. Liebheit & Thiesen, Berlin 1908
- Rechtsverfolgung im Auslande. Materialien und Anträge des Handelsvertragsvereins. Liebheit & Thiesen, Berlin 1908 (Handelspolitische Flugschriften 4) (2., vollständige umgearbeitete Auflage 1911; 3. Auflage 1912)
- Französische Preßhetze gegen deutsche Waren und Kaufleute. Referat. Liebheit & Thiesen, Berlin 1913 (Deutsch-französischer Wirtschafts-Verein, Berlin. Verhandlungen der Generalversammlung am 14. Februar 1913 in der Handelskammer zu Berlin Band 3)
- Zollpolitisches A-B-C-Buch. Duncker & Humblot, München / Leipzig 1913 (2. Auflage 1913)
- Schaffung eines zentralen Aussenhandel-Instituts durch Kartellierung der deutschen Aussenhandelsvereine. Liebheit & Thiesen, Berlin 1917
- Der Völkerbund: seine Kultur- und Wirtschaftsaufgaben. Verlag Neues Vaterland, Berlin 1919
- Zur Sozialisierung des Buchwesens. Verlag Neues Vaterland, Berlin 1919[23]
- 20 Jahre Handelsvertragsverein. Buchholz & Weisswange, Berlin-Schöneberg 1920 (Handelsvertragsvereinsverband zur Förderung des deutschen Aussenhandels)
- Der Paneuropawahn. Die Aussichtslosigkeit einer Europäischen Zollunion. (Mit einem Nachwort von Max Nettlau). Paneuropa und der Pazifismus. (Ein politisches Phantasiestück). Verlag der Neuen Gesellschaft, Berlin-Hessenwinkel (1926) (Praktischer Sozialismus 15)
- Die Angst um die Geburtenaufwertung. Grundsätzliche Bemerkungen zu Burgdörfers „Geburtenrückgang und seine Bekämpfung“.[24] In: Zeitschrift für Sexualwissenschaft und Sexualpolitik. (16), 1929, S. 174–190.
- Die Schule – ein Frevel an der Jugend. Verlag Radikaler Geist, Berlin-Wendenschloss 1930 (1.–3. Tsd.) Verlag der Mackay-Gesellschaft, Hamburg. 1981. Unveränderter Reprint der Erstausgabe von 1930 mit einem ergänzenden Nachwort des Verlegers, Kurt Zube und einige Anmerkungen von John Zube. ISBN 3-921388-49-X. Neuauflage. tologo verlag, Leipzig, 2009, ISBN 978-3-9810444-8-5 (Online verfügbar).